# The State
The State je druhé studiové album kanadské skupiny Nickelback. Album obsahuje 8 písní + 1 bonusovou, vydáno bylo v roce 2000.

## Seznam skladeb
1. „Breathe“ – 3:58
2. „Cowboy Hat“ – 3:54
3. „Leader of Men“ – 3:29
4. „Old Enough“ – 2:45
5. „Worthy to Say“ – :05
6. „Diggin' This“ – 3:01
7. „Deep“ – 2:47
8. „One Last Run“ – 3:28
9. „Not Leavin' Yet“ – 3:44
10. „Hold Out Your Hand“ – 4:08